# Syna
Syna est un syndicat interprofessionnel suisse, indépendant de tout parti politique, actif sur le plan national dans les branches et métiers de l'artisanat, de l'industrie et des services. Syna a été créé en 1998, du regroupement de quatre syndicats, et fait partie de Travail.Suisse.
Les activités du syndicat sont basées sur la démocratie, l'éthique sociale-chrétienne et le partenariat social loyal. Syna est la deuxième force syndicale de Suisse et annonce près de 60 000 membres.

## Histoire
Syna est né le 12 septembre 1998, du regroupement du Syndicat chrétien de la construction (FCTC), du Syndicat chrétien de l'industrie, du commerce et de l'artisanat (FCOM), de l'Union suisse des syndicats autonomes (USSA) et du Syndicat suisse des arts graphiques (SAG).
Lors de son Congrès 2014 à Brigue, Syna s’est fixé pour objectif d’établir l’équilibre entre travail et loisirs. Depuis lors, le syndicat s’engage pour une meilleure compatibilité entre activités professionnelle et familiale, ainsi que pour une règlementation des horaires de travail à la fois équitable et favorable à santé. Arno Kerst est devenu président du syndicat interprofessionnel Syna en octobre 2014.

## Régions
Syna est présent dans toute la Suisse au travers de 25 bureaux régionaux, avec caisses de chômage, dont 6 en Suisse romande :
- Fribourg
- Genève
- Jura
- Neuchâtel
- Valais
- Vaud